# Интернациональный сельский округ (Акмолинская область)
Интернациона́льный се́льский окру́г (каз. Интернациональный ауылдық округі) — административная единица в составе Есильского района Акмолинской области Республики Казахстан. Административный центр — село Интернациональное.

## История
По состоянию на 1989 год существовали Алма-Атинский сельсовет (посёлок Алма-Атинский), Биртальский сельсовет (село Биртал) и Маяковский сельсовет (посёлок Интернациональный).
По состоянию уже на 2009 год существовали Биртальский сельский округ (сёла Алматинское и Биртал) и Интернациональный сельский округ (село Интернациональное).
В 2013 году в состав сельского округа вошёл Биртальский сельский округ.

## Население
| Динамика численности населения | Динамика численности населения | Динамика численности населения | Динамика численности населения |
| 1989                           | 1999                           | 2009                           | 2022                           |
| ------------------------------ | ------------------------------ | ------------------------------ | ------------------------------ |
| 1 013                          | 671                            | ↘509                           | ↗552                           |

### Национальный состав
Национальный состав сельского округа на 1 января 2022 года (по убыли):
| Национальность | Численность (чел.) | Процентное соотношение |
| -------------- | ------------------ | ---------------------- |
| Русские        | 247                | 44,75%                 |
| Украинцы       | 106                | 19,20%                 |
| Казахи         | 85                 | 15,40%                 |
| Немцы          | 20                 | 3,62%                  |
| Белорусы       | 16                 | 2,90%                  |
| Другие         | 78                 | 14,13%                 |
| Всего          | 552                | 100,00%                |

## Состав
В нынешний момент в состав сельского округа входят 3 населённых пункта:
| № | Населённый пункт  | Тип населённого пункта       | Население, 1989 | Население, 1999 | Население, 2009 | Население, 2022 |
| - | ----------------- | ---------------------------- | --------------- | --------------- | --------------- | --------------- |
| 1 | Алматинское       | село                         | 674             | 220             | 159             | 85              |
| 2 | Биртал            | село                         | 529             | 472             | 230             | 102             |
| 3 | Интернациональное | село, административный центр | 1 013           | 671             | 509             | 365             |

## Экономика
Экономика сельского округа имеет сельскохозяйственную направленность.
Поголовье скота в личных подсобных хозяйствах на 1 января 2022 года:
КРС – 374, свиней – 633, лошадей – 458 голов, МРС – 258  голов, и птицы – 5540 голов.

## Объекты округа

### Объекты образования
На данный момент функционирует 2 школы (в Интернациональное и Алматинское).

### Объекты здравоохранения
В с. Интернациональное находится Маяковская врачебная амбулатория.

## Управление
Нуртазин Евгений Жандарбекович (1987 года рождения) с сентября 2019 года назначен акимом Интернационального сельского округа.